# Zsolt Erdei
Zsolt Erdei (* 31. května 1974 Budapešť) je bývalý maďarský boxer s přezdívkou Madár (Pták).
Absolvoval sportovní školu Árpáda Csanádiho v Budapešti a byl členem klubů Tájfun PBK a Vasas SC. Jako amatér boxoval ve střední váze, ze 232 soutěžních zápasů dokázal 212 vyhrát. V roce 1992 se stal juniorským mistrem Evropy. Byl osmifinalistou světového šampionátu 1995. V roce 1996 získal stříbrnou medaili na mistrovství Evropy v boxu a na olympiádě vypadl v osmifinále. Roku 1997 získal na domácí půdě titul amatérského mistra světa, když ve finále zdolal dvojnásobného vítěze Ariela Hernándeze z Kuby. V letech 1998 a 2000 se stal mistrem Evropy a na Letních olympijských hrách 2000 vybojoval bronzovou medaili. Vyhrál také Tammer-Turnaus ve Finsku, Chemiepokal v Německu a Grand Prix města Ústí nad Labem.
V roce 2000 začal boxovat profesionálně za německou stáj Universum Box-Promotion. Dosáhl celkové profesionální bilance 34 vítězství a jediná porážka. V letech 2004 až 2009 byl mistrem světa World Boxing Organization v lehkotěžké váze, titul dokázal obhájit v jedenácti zápasech. V letech 2009 až 2010 byl mistrem světa World Boxing Council v křížové váze. Kariéru ukončil v březnu roku 2014.
Od roku 2017 do roku 2020 zastával funkci předsedy Maďarské boxerské asociace. Hrál také menší roli ve filmu Budapest Noir a vyhrál televizní soutěž I'm a Celebrity...Get Me Out of Here! Byl mu udělen Maďarský záslužný kříž a Cena města Budapešť.